# Berbera
Berbera (som: Barbara; ara: بربرة‎) je grad i sjedište okruga Berbera u međunarodno nepriznatoj državi Somaliland koja se nalazi unutar Somalije. Berbera je stoljećima bila glavni grad somalilandske regije kao i kolonijalna prijestolnica Britanskog Somalilanda od 1870. do 1941. kada je središte premješteno u grad Hargeisa. Kroz Berberu prolazi strateški naftni put a 1962. je dovršena duboka morska luka koja je danas glavna komercijalna morska luka u Somalilandu. Berbersku pomorsku luku koristi i Etiopija za izvoz vlastitih dobara.

## Povijest
Ime grada dolazi iz antičkih vremena gdje ga je u jednoj knjizi opisao grčki trgovac u 1. stoljeću. Grad je opisan "kao otvoreno sidrište čiji su starosjedioci miroljubivi. Na ovo mjesto su se uvozila mnoga dobra poput tunike, ogrtača iz Arsinoe, čaša, listova mekanog bakra u malim količinama, željeza, zlatnih i srebrnih kovanica. Iz tog mjesta se izvozila smirna, malo tamjana (koji je bio nadaleko poznat), cimet i druga dobra koja su se izvozila u Arabiju, kao i robovi, ali rijetko".
Duan Chengshi, učenjak iz kineske dinastije Tang je u svom radu iz 863. godine opisao grad Bobali (misleći na Berberu) kao mjesto trgovine robljem i bjelokosti. Berberu spominje i islamski putnik Ibn Sa'id u 13. stoljeću.
1546. Otomansko Carstvo je okupiralo sjevero-zapadni dio Somalije, uključujući i Berberu. Grad je bio veoma važan zbog strateškog položaja na Crvenom moru.
Tokom sljedećih stoljeća u Berberi se odžavao godišnji sajam između listopada i travnja a Mordechai Abir ga je opisao kao "jedan od najvažnijih poslovnih događaja na istočnoj obali Afrike. Cijeli sajam se držao u tajnosti a europskim trgovcima je bilo strogo zabranjeno sudjelovati." Na sajam su dolazile mnoge trgovačke karavane a na njemu su trgovali mnogi somalski klanovi.
Berberu je dva puta posjetio britanski istraživač Richard Burton. Prvi svojem drugom posjetu nekoliko stotina Somalaca je napalo Burtonov kamp u noći 18. travnja 1855. Iako se britanski istraživač uspio spasiti pobjegavši u Aden, poginuo je jedan od članova ekspedicije. Richard Burton je pritom napisao: "Berbera je važan ključ na Crvenom moru, u središtu istočno-afričke trgovine te jedino sigurno mjesto za brodsku plovidbu na zapadnoj obali Erythraean, od Sueza do Guardafui. Na brežuljcima prekrivenim borovima i drugim vrijednim stablima može se uživati u relativno umjerenoj klimi i s relativnim malim monsunima. Ovu luku su željeli osvojiti mnogi strani osvajači."
1875. vlast na ovom području je uspostavio Egipat koji je bio pod osmanskom vlašću da bi Egipćani 1884. povukli svoje snage koncentriravši se u borbu protiv Muhammada Ahmada u Sudanu. Kada je Velika Britanija na tome području osnovala protektorat Britanski Somaliland, Berbera je postala glavni grad i luka tog protektorata (sve do 1941.).

## Zemljopis
Berbera je smještena duž južne obale Adenskog zaljeva. Klima se kreće između pustinjske i polupustinjske a postoje i kišne sezone. Tokom ljeta temperature znaju biti iznad 50 °C. Zbog toga je većina stanovništva prisiljena da se sezonski preseli u hladnije gradove u unutrašnjosti zemlje.
U gradu je primjetan utjecaj Osmanskog Carstva tako da u Berberi postoji mnogo osmanskih građevina. Dosta zgrada je "preživjelo" bombardiranje tokom diktature Mohammeda Siada Barre.

## Transport i trgovina
Aerodromska pista u Berberi bila je jedna od najdužih na svijetu (4,5 km) a dao ju je izgraditi Sovjetski Savez tokom hladnog rata. Kada je SSSR odlučio podržati Etiopiju nakon što je Somalija izvršila invaziju na etiopsku regiju Ogaden, somalska Vlada je zamolila sovjete da napuste aerodrom. Kasnije je aerodrom iznajmila američka svemirska agencija NASA kojoj je berberski aerodrom služio za hitna slijetanja ako space shattle ne može doletjeti do američkog teritorija.
1962. je dovršena pomorska luka s dubokim gazom koja je danas glavna komercijalna morska luka u Somalilandu. Također, od Eritrejsko-etiopskog rata, Berbera je postala velika izvozna luka za Etiopiju. Dvije zemlje su potpisale dogovor, iz kojeg proizlazi da se lučkim gradom Berberom vrši izvoz dobara za Etiopiju koja plaća naknadu korištenja.
Prije Somalskog građanskog rata u Berberi je somalska ratna mornarica imala malu luku koju su kao i aerodrom izgradili Sovjeti a kasnije su je koristili Amerikanci. Danas se ratna luka koristi u komercijalne svrhe.
Kroz Berberu prolazi strateški naftni put. Grad izvozi ovce, arapsku gumu, smirnu i tamjan. Pomorska suradnja se ostvaruje s jemenskim gradom Adenom koji je od Berbere udaljen 240 km.

## Obrazovanje
U Berberi je 2005. osnovan Berbera Marine College, odnosno mornarički vojni koledž. Cilj ove obrazovne ustanove je "opskrba" somalilandske mornarice s mornaričkim časnicima. Koledž slijedi standarde i propise Međunarodnog pomorskog ureda uključujući i one protiv pomorskih pirata što je čest slučaj u vodama Somalije.